# Moraea longiflora
Moraea longiflora är en irisväxtart som beskrevs av Ker Gawl. Moraea longiflora ingår i släktet Moraea och familjen irisväxter. Inga underarter finns listade i Catalogue of Life.